# سبايك جونز (لاعب كرة قدم أمريكية)
سبايك جونز (بالإنجليزية: Spike Jones)‏ هو لاعب كرة قدم أمريكية أمريكي، ولد في 9 يوليو 1947 في لويزفيل في الولايات المتحدة.

## وصلات خارجية
- سبايك جونز على موقع مرجع كرة القدم المحترفة.كوم (الإنجليزية)